# District du Metn
Le caza du Metn (en arabe : المتن), est un district situé dans le Gouvernorat du Mont-Liban, à l'est de la capitale, Beyrouth. La capitale du district est la ville de Jdeideh. Le district du Metn occupe une superficie de 265 kilomètres carrés. Il est délimité par les fleuves Nahr el Kalb au nord et Nahr Beyrouth au sud. Les limites ouest et est sont d'une part la côte méditerranéenne à l’ouest et d'autre part le Mont Sannine (2 600 mètres d’altitude) à l’est.
La population du Metn s'élève à environ 511 200 habitants, soit 12 % de la population totale du Liban, répartis sur 96 localités. Le Metn est une région habitée en majorité par des chrétiens maronites. Le Metn comprend la banlieue nord de Beyrouth, une puissante zone économique.
Les habitants du Metn sont les Metniotes.

## Répartition confessionnelle des électeurs (2015)
https://www.almanar.com.lb/9564502
| Confessions          | Pourcentage (2022) | Pourcentage (2015) |
| Chrétiens (total)    | 93,24 %            | 93,48 %            |
| -------------------- | ------------------ | ------------------ |
| Arméniens-orthodoxes | 17,48 %            | 18,05 %            |
| Grecs-orthodoxes     | 14,72 %            | 14,69 %            |
| Maronites            | 44,71 %            | 43,70 %            |
| Grecs-catholiques    | 9,93 %             | 9,93 %             |
| Autres chrétiens     | 6,37 %             | 7,11 %             |
| Musulmans (total)    | 5,35 %             | 6,52 %             |
| Sunnites             | 2,12 %             | 2,07 %             |
| Chiites              | 3,11 %             | 2,91 %             |
| Alaouites            | 0,11 %             | 0,11 %             |
| Druze (total)        | 1,4 %              | 1,32 %             |

## Villes et communes du Metn[2],[3]
| Municipalité                                         | Nom arabe                                 | Superficie (km²) | Pop. (2008) |
| ---------------------------------------------------- | ----------------------------------------- | ---------------- | ----------- |
| Bsalim - Mezher - Majzoub                            | بصاليم - مزهر - المجذوب                   |                  |             |
| Mazraat Yachoua                                      | مزرعة يشوع                                |                  |             |
| Ain el Safssaf - Mar Michael-Bnabil                  | عين الصفصاف - مار مخايل بنابيل            |                  |             |
| Mar Chayia & Mzekkeh                                 | مار شعيا والمزكة                          |                  |             |
| Ghabe                                                | الغابة                                    |                  |             |
| Majdel Tarchich                                      | مجدل ترشيش                                |                  |             |
| Fanar                                                | الفنار                                    |                  |             |
| Beit Chabab - Chaouiyeh & Qonaytrah                  | بيت شباب - الشاوية والقنيطرة              |                  |             |
| Qannabet Broumana                                    | قنابة برمانا                              |                  |             |
| Dahr El Souane                                       | ضهر الصوان                                |                  |             |
| Mtein & Mchikha                                      | المتين ومشيخا                             |                  |             |
| Jal el Dib - Bqennaya                                | جل الديب - بقنايا                         |                  |             |
| Antélias - Naqqach                                   | انطلياس - النقاش                          |                  |             |
| Biaqout                                              | بياقوت                                    |                  |             |
| Bikfaya - Mhaydseh                                   | بكفيا - المحيدثة                          |                  |             |
| Baskinta                                             | بسكنتا                                    |                  |             |
| Bteghrine                                            | بتغرين                                    |                  |             |
| Dbaiyeh - Zouk al Khrab - Haret al Ballaneh - Aoukar | الضبية - ذوق الخراب - حارة البلانة - عوكر |                  |             |
| Dour Choueir - Ain el Sendianeh                      | ضهور الشوير - عين السنديانة               |                  |             |
| Douar                                                | الدوار                                    |                  |             |
| Dik El Mehdi                                         | ديك المحدي                                |                  |             |
| Ouyoun                                               | العيون                                    |                  |             |
| Kafarakab                                            | كفرعقاب                                   |                  |             |
| Ain Saadeh - Beit Mery                               | بيت مري - عين سعادة                       |                  |             |
| Baabdat                                              | بعبدات                                    |                  |             |
| Jdeideh - Baouchriye - Sad El Baouchriye             | الجديدة - البوشرية - السد                 |                  |             |
| Mrouj                                                | المروج                                    |                  |             |
| Antoura                                              | عينطورة                                   |                  |             |
| Kaakour                                              | القعقور                                   |                  |             |
| Kfartay                                              | كفرتيه                                    |                  |             |
| Bois-de-Boulogne (Liban) - Wata el Mrouj             | غابة بولونيا - وطى المروج                 |                  |             |
| Ayroun                                               | عيرون                                     |                  |             |
| Sin el Fil                                           | سن الفيل                                  |                  |             |
| Broummana                                            | برمانا                                    |                  |             |
| Zekrite                                              | زكريت                                     |                  |             |
| Mansourieh - Mkalles - Daychounieh                   | المنصورية - المكلس - الديشونية            |                  |             |
| Kornet Chehwan - Ain Aar - Beit El Kekko & Hbous     | قرنة شهوان - عين عار - بيت الككو والحبوس  |                  |             |
| Zaroun                                               | زرعون                                     |                  |             |
| Saqeit Al Misk - Bhorsaf                             | ساقية المسك - بحرصاف                      |                  |             |
| Mar Moussa - Douar                                   | مار موسى - الدوار                         |                  |             |
| Khenchara & Jouar                                    | الخنشارة والجوار                          |                  |             |
| Bourj Hammoud - Dora                                 | برج حمود - الدورة                         |                  |             |
| Zalqa - Amaret Chalhoub                              | الزلقا - عمارة شلهوب                      |                  |             |
| Nabay                                                | نابيه                                     |                  |             |
| Marjaba                                              | مرجبا                                     |                  |             |
| Raboueh                                              | الربوة                                    |                  |             |
| Rabieh                                               | الرابية                                   |                  |             |
| Beit el Chaar & Hadirah                              | بيت الشعار والحضيرة                       |                  |             |
| Roumieh                                              | رومية                                     |                  |             |
| Dekouané - Mar Roukouz - Daher al Hosein             | الدكوانة - مار روكز - ضهر الحصين          |                  |             |

## Personnalité liée au district
- Angela Jurdak Khoury (1915-2001) née à Shweir, diplomate libanaise.